# Xammes
Xammes ist eine französische Gemeinde mit 178 Einwohnern (Stand 1. Januar 2022) im Département Meurthe-et-Moselle in der Region Grand Est. Sie gehört zum Arrondissement Toul und zum Gemeindeverband Mad et Moselle. Die Bewohner nennen sich Xammois.

## Geografie
Die kleine Gemeinde Xammes liegt auf einem Plateau oberhalb des linken Moselzuflusses Rupt de Mad, etwa 25 Kilometer südwestlich von Metz. Im Westen grenzt das Département Meuse an das Gemeindeareal, das vorwiegend aus Äckern und Wiesen besteht. Kleinere Waldgebiete finden sich im Nordosten und Westen (Bois de Xammes). Das Gebiet der Gemeinde ist Teil des Regionalen Naturparks Lothringen. Nachbargemeinden von Xammes sind Charey im Nordosten, Jaulny im Osten, Thiaucourt-Regniéville im Süden, Beney-en-Woëvre im Südwesten sowie Dampvitoux im Nordwesten.

## Bevölkerungsentwicklung
| Jahr      | 1962 | 1968 | 1975 | 1982 | 1990 | 1999 | 2006 | 2014 | 2022 |
| --------- | ---- | ---- | ---- | ---- | ---- | ---- | ---- | ---- | ---- |
| Einwohner | 116  | 131  | 102  | 105  | 122  | 121  | 126  | 142  | 178  |

Im Jahr 1851 wurde mit 369 Bewohnern die bisher höchste Einwohnerzahl ermittelt. Die Zahlen basieren auf den Daten von cassini.ehess und INSEE.

## Wappen
Die Form der Schrägvierung ist dem X für Xammes nachempfunden. Die silbernen Sirenen auf blauem Grund sind aus dem Wappen von Mathieu Moulon, Herr über Xammes, entlehnt. Die roten geflügelten Drachen sind das Attribut des Heiligen Clemens, Bischof von Metz und Schutzpatron der Pfarrei Xammes.

## Sehenswürdigkeiten
- Kirche St. Clemens (Église Saint-Clément) aus dem 12. und 13. Jahrhundert im Ortszentrum, Monument historique[4]

## Wirtschaft und Infrastruktur
In der Gemeinde sind fünf Landwirtschaftsbetriebe ansässig (Anbau von Getreide und Strauchfrücjten, Ziegen- und Schafzucht).
Vier Kilometer südwestlich von Xammes verläuft die Fernstraße D 904 von Verdun nach Toul.  Die LGV-Est-européenne-Linie von Lothringen nach Paris durchquert den Süden des Gemeindegebietes.

## Belege
1. ↑  Xammes auf cassini.ehess
2. ↑  Xammes auf INSEE
3. ↑  Wappenbeschreibung auf genealogie-lorraine.fr (französisch)
4. ↑  Église St-Clément in der Base Mérimée des französischen Kulturministeriums (französisch)
5. ↑  Landwirtschaftsbetriebe auf annuaire-mairie.fr (französisch)